# Љубав и смрт (филм)
Љубав и смрт (енгл. Love and Death) је америчка историјска сатирична љубавна филмска комедија из 1975. године у режији Вудија Алена, а по његовом сценарију. Главне улоге играју: Вуди Ален и Дајан Китон.

## Радња
Филм почиње причом о протагонисти Борису Дмитријевичу Грушенку (Вуди Ален), који је у затвору чекајући смртну казну. Присећа се детињства, породице, родитеља, браће Ивана и Николаја. Његов отац поседује мало парче земље које стално носи са собом, а мајка пече укусне палачинке. Борис је од детињства био забринут за смисао живота и постојање Бога. Шетајући кроз шуму, сусреће визију - Смрт у виду безличне фигуре у белим хаљинама, са косом у руци. На сва Борисова питања о загробном животу и Богу смрти, он одговара да је занимљив дечак и да ће се поново срести.
Борис одраста и заљубљује се у своју рођаку Соњу (Дајан Китон), са којом води филозофске и теолошке расправе, уверавајући је да Бога нема и да живот нема смисла. Соњу предлажу осамдесетогодишњи Сергеј Иванович Минсков и богати трговац харингом Леонид Восковец. Соња саопштава Борису да је заљубљена у његовог брата Ивана, пијаницу, коцкара и будалу.
Када стигне вест да је Наполеон напао Аустрију, пацифиста Борис кукавички одбија служење војног рока, али га родитељи и браћа терају на рат. Пре одласка тројице браће у активну војску, Иван запроси Ану Иванову, а огорчена Соња прво прихвата предлог Минскова, али када он изненада умире на лицу места од сломљеног срца, она постаје жена трговца харингама. Соња мрзи свог мужа и стално га вара.
У војном логору, Борис се испоставља као један од најгорих војника – или му се пушка распадне у рукама, или не може да извади сабљу из корица, итд. Пре одласка у рат добија одмор, одлази у Санкт Петербургу и посећује оперу, где види недавно удовицу грофицу Александрову, у пратњи свог љубавника Антона Ивановича Лебедкова. Борис са њом размењује значајне погледе, затим га грофица позива на шољу чаја, али изнервирани Лебедков прети Борису. У позоришту Борис упознаје Соњу, која му се жали на свој несрећни породични живот и говори о својим бројним љубавницима.
Борис иде у рат и учествује у великој бици. Када после битке сахрани мртве војнике, прилази му мртви Владимир Максимович са рупом од метка на челу, тражи од њега да пренесе веренички прстен златару у Смоленску, добије депозит од 1600 рубаља и преда новац. против пријема Наталији Петровној у Кијеву. У међувремену, Соњин муж гине у несрећи - чисти напуњен пиштољ, спремајући се за двобој са турским коњаником који је увредио Соњину част, а пиштољ му пуца право у срце.
Борисов пук је поражен, Борис се налази на непријатељској територији и заспи, пењући се у цев топа. Током битке пуца топ, Борис лети кроз ваздух, забија се у шатор са француским генералима, који експлодира, а генерали гину. Борис постаје херој, његов брат Иван гине у рату, прободен бајонетом пољског лукавца. Удовица Ана даје Соњи имовину покојног Ивана - његове бркове, низ и самогласнике његових слова, остављајући сугласнике за себе.
Окићен наградама, Борис се састаје са грофицом Александровом, она га позива да је посети у поноћ и проводе бурну ноћ, након чега се намештај у соби окреће наопачке. Антон Лебедков среће Бориса на улици, ошамари га и изазива га на дуел. Уочи дуела, Борис признаје своју љубав Соњи и тражи обећање да ће се оженити њиме ако не буде убијен. Да би утешила Бориса, Соња даје обећање и проводи љубавну ноћ са њим.
У дуелу Лебедков први шутира и рани Бориса у руку. Борис пуца у ваздух, метак пада и погађа га у другу руку. Погођен Борисовим племенитошћу, Лебедков обећава да ће започети нови праведни живот, отићи у цркву и посветити се певању. Соња се удаје за Бориса и живи са њим на његовом имању. У почетку га не воли, стално се нервира и не пушта Бориса близу себе, али постепено осваја њено срце и живе у љубави и слози.
Одједном, Борис осећа унутрашњу празнину и размишља о самоубиству. Током шетње, поново види Смрт како одводи трговца вином Кропоткина и његову љубавницу. Соња тражи савет од оца Андреја, православног старца са невероватно дугом брадом, али он само тражи да каже Борису да су најбоља ствар у животу дванаестогодишње плавуше. Борис жели да се обеси, али га од самоубиства спречава љубав према Соњи и жеља да јој изведе орални секс.
Борис покушава да пише поезију, али они испадају превише сентиментални. Он и његова жена склапају пријатељства са сеоском будалом Бердиковом, коју Соња храни колачићима, и чекају да се појави сопствено дете. Али Наполеон напада Русију и сви њихови планови су уништени. Борис нуди да побегне, а Соња - да убије Наполеона. Борис испрва одбацује идеју о убиству из моралних и етичких разлога, али након жучне расправе, Соња га ипак убеђује.
Пар одлази у Москву, коју су окупирали Французи, доводећи са собом будалу Бердикова, који иде у Минск на Сверуски конгрес сеоских идиота. У гостионици поред пута упознају шпанског аристократу Дон Франциска и његову сестру, који су на путу да упознају Наполеона Бонапарту. Борис и Соња намаме Дон Франциска иза угла, омамљују га ударцем флаше у главу и одлазе на Наполеонов пријем прерушени у Дон Франциска и његову сестру. У међувремену, царев блиски сарадник Сидни Еплбаум кује заверу да спречи савез са Шпанијом и склопи савез са Аустријом – замењује Наполеона двојником и иде да убије Дон Франциска.
Соња флертује са Наполеоном, мами га у засебну собу, где се Борис крије са пиштољем. Наполеон примећује Бориса и покушава да му одузме пиштољ, Соња омамљује цара флашом шампањца, али ни Борис ни Соња се не усуђују да пуцају у Наполеона, мучећи се и свађајући се око моралног избора и права на убиство. Соња трчи да припреми кочију за бекство, Борис се враћа у собу да убије Наполеона, али изненада се човек нагне из ормана и пуца на цара који је лежао на поду, а који се испоставља да је двојник.
Бориса су ухватили Французи и бацили у затвор, Соња успева да побегне. У затвору долази Борисов отац, прича о младићу по имену Раскољников, који је убио две жене, и демонстрира микроскопску кућу изграђену на његовом комаду земље. У ноћи уочи погубљења, анђео се јавља Борису и каже да ће погубљење бити отказано у последњем тренутку. Борис се радује и добија веру у Бога.
Када је главни лик изведен на снимање, он се до последње секунде понаша веома самоуверено. Тада се пред Соњом појављују Борис и Смрт са косом, Борис саопштава да је преварен, да је мртав, и повлачи се заједно са Смрћу дуж дугачке уличице, плешући уз музику у руском народном стилу.

## Улоге
| Глумац            | Улога                    |
| ----------------- | ------------------------ |
| Вуди Ален         | Борис Грушенко           |
| Дајан Китон       | Соња                     |
| Георг Адет        | стари Нехамкин           |
| Харолд Гулд       | Антон Иванович Лебедоков |
| Фјодор Аткин      | Михаил Грушенко          |
| Џејмс Толкан      | Наполеон I               |
| Бет Портер        | Ана                      |
| Зви Скулер        | Отац                     |
| Деспо Дијамантиду | Борисова мајка           |
| Жак Берар         | генерал Лекок            |
| Џесика Харпер     | Наташа                   |
| Олга Жорж-Пико    | грофица Александрова     |
| Хенри Кутет       | Сергеј Минсков           |
| Ив Барсак         | Римски                   |
| Брајан Кобурн     | Дмитриј                  |
| Тони Џеј          | Владимир Максимович      |